# Manggis Harapan
Manggis Harapan is een bestuurslaag in het regentschap Aceh Selatan van de provincie Atjeh, Indonesië. Manggis Harapan telt 966 inwoners (volkstelling 2010).